# Prorachias bristowei
Genre
Espèce
Prorachias bristowei, unique représentant du genre Prorachias, est une espèce d'araignées mygalomorphes de la famille des Pycnothelidae.

## Distribution
Cette espèce est endémique du Brésil. Elle se rencontre dans les États de Rio de Janeiro, de São Paulo, du Minas Gerais et de Goiás.

## Description
La femelle holotype mesure 14 mm.
Les mâles mesurent de 9,87 à 14,00 mm et les femelles de 17,75 à 38,75 mm.

## Systématique et taxinomie
Cette espèce a été décrite par Mello-Leitão en 1924.
Ce genre a été décrit par Mello-Leitão en 1924 dans les Ctenizidae. Il est placé dans les Nemesiidae par Raven en 1985 puis dans les Pycnothelidae par Montes de Oca, Indicatti, Opatova, Almeida, Pérez-Miles et Bond en 2022.

## Étymologie
Cette espèce est nommée en l'honneur de l'arachnologiste William Syer Bristowe.

## Publication originale
- Mello-Leitão, 1924 : « Quelques arachnides nouveaux du Brésil. » Annales de la Société Entomologique de France, vol. 93, p. 179-187.